# Битва при Мюльдорфе
Битва при Мюльдорфе (нем. Schlacht bei Mühldorf) — сражение, состоявшееся 28 сентября 1322 года у города Мюльдорфа между претендентами на трон императора Священной Римской империи Людвигом Баварским и Фридрихом III Австрийским. Сражение не было успешным для австрийцев, которые потерпели сокрушительное поражение. Фридрих III, а также более 1000 воинов из знати Австрии и Зальцбурга были пленены.

## Предыстория

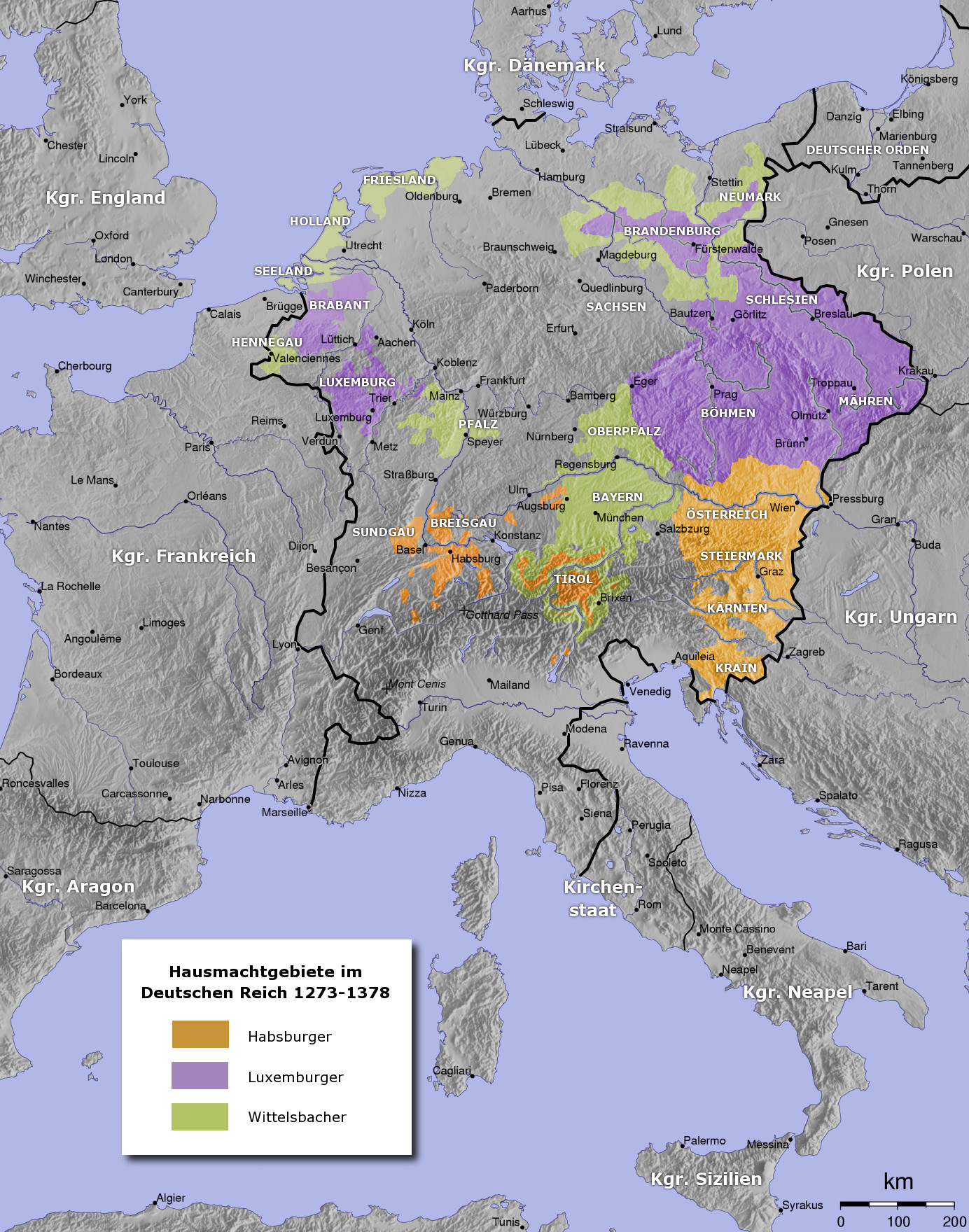
Владения Виттельсбахов, Габсбургов и Люксембургов в XIII—XIV вв.

На рубеже 13 и 14 веков три благородные семьи доминировали в политических событиях Священной Римской империи: Габсбурги, Люксембурги и Виттельсбахи. Чтобы положить конец растущему влиянию Габсбургов, после смерти короля Рудольфа I в 1291 г. курфюсты-выборщики избрали новым правителем не его сына, а менее влиятельный Адольфа Нассау. Однако из-за проводимой им политики, направленной на расширение своей внутренней власти, он быстро потерял благосклонность выборщиков, и семь лет спустя он был свергнут и убит сыном Рудольфа Альбрехтом. После его насильственной смерти в 1308 г. люксембургский граф Генрих был избран королем Германии как Генрих VII. В июне 1312 г. он был помазан императором в Риме, но всего через год умер от малярии. Последующий спор о его преемнике в конечном итоге стал отправной точкой битвы при Мюльдорфе.

### Избрание двух императоров
После смерти Генриха о своих претензиях на престол заявили и Габсбурги, и люксембуржцы. Дом Габсбургов отправил Фридриха Красивого сражаться за трон. Со стороны Люксембурга они хотели видеть на троне Иоанна Люксембургского, короля Богемии и сына покойного Генриха. Когда Иоганн неожиданно отозвал свои претензии на престол, но не пожелал передать его своему конкуренту Фридриху, он предложил в качестве кандидата герцога Верхней Баварии и Пфальца Людвига Виттельсбаха. 13 октября 1313 года Фридрих и Людовик приехали в город Франкфурт для участия в выборах. Фридрих оставил без ответа приглашение Людовика баллотироваться в качестве курфюрста, и это решение неизбежно закончилось двойными выборами. 19 октября 1314 года курфюрсты из Кёльна, Пфальца и Саксонии-Виттенберга избрали Фридриха Красивого королём. Коронация архиепископом Кельна Генрихом II Вирнебургским состоялась в Бонне, поскольку традиционный город коронации Аахен, отказался открыть ворота Фридриху. 20 октября, через день после избрания Фридриха, Людовик был избран королем во Франкфурте голосами выборщиков из Майнца, Трира, Богемии, Бранденбурга и Саксен-Лауэнбурга, а 25 ноября в Ахене был коронован архиепископом Майнца Петером фон Аспельтом.
Традиционно королевские выборы прошли во Франкфурте, после чего в Ахене состоялась коронация архиепископа Кельна. На двойных выборах 1314 года произошел странный случай: Людовик Баварский был избран и коронован в «правильном» месте, но «неправильным» архиепископом. Фридрих, в свою очередь, смог привести «правильного» архиепископа, но был коронован им в «неправильном» месте.
За этим последовали попытки получить папское одобрение, однако Климент V изначально не хотел признавать ни одного из двух претендентов на престол, чтобы сохранить ситуацию открытой и иметь возможность преследовать собственные интересы. Результатом стала восьмилетняя битва за трон, в которой оба кандидата изначально имели одинаковые шансы.

### На пути к генеральному сражению
На основании предвыборных обещаний, которыми он купил благосклонность курфюрстов, Людовик уступил часть владений дома Виттельсбахов Майнцу, Триру и Богемии. Это разозлило его брата, пфальцграфа Рейнского Рудольфа I, который долгое время был с ним в ссоре и голосовал против него на королевских выборах и теперь открыто встал на сторону Габсбургов. Первое столкновение войск Людвига и Фридриха закончилось без боя под Шпайером в 1315 году. Тем временем верхнебаварская знать пыталась разрешить разногласия между Рудольфом и Людовиком, Рудольфу предлагалось принять королевскую власть Людовика и совершённую им уступку территорий взамен на получение регентства в Баварии. Но Людовик не хотел предоставлять своему брату какую-либо власть и несколькими хитрыми ходами заручился поддержкой сословий Нижней и Верхней Баварии. Наконец, Рудольфу, лишённому замков, пришлось бежать в Вормс.
В 1316 году произошло ещё одно столкновение между Виттельсбахами и Габсбургами, на этот раз недалеко от Эсслингена-ам-Неккаре. Последовало несколько лет затишья в споре между двумя домами, которые Людовик использовал для расширения своей власти в Баварии. Он также смог договориться с Рудольфом Рейнским, по которому тот предоставил Людовику исключительное правление в Баварии. Самому Рудольфу пришлось довольствоваться несколькими замками и финансовыми благами. Так и не примирившись с братом, Рудольф окончательно умер 13 августа 1319 г. в Гейдельберге. В сентябре 1319 г. войска Фридриха Красивого впервые двинулись к Мюльдорфу, где наконец столкнулись с войсками Людвига. Однако из-за угрозы жизнью Людовику его войска отступили без боя. Затем войска Габсбургов двинулись за ними, оставив за собой разрушения, на Регенсбург. В результате этой неудачи Людвигу пришлось смириться с огромной потерей власти, но он все ещё мог рассчитывать на важную поддержку со стороны Нижней Баварии. Теперь Фридрих почувствовал шанс окончательно устранить Людвига в борьбе за трон и в 1321 году снова двинулся со своими войсками к Мюльдорфу, несмотря на звучавшие предупреждения своего окружения.

## Силы сторон

### Габсбурги
Войска Фридриха, подойдя с запада, соединились с войсками пассауского князя-епископа Бернарда фон Прамбаха близ Пассау 21 сентября 1322 г., и затем вместе двинулись по левому берегу Инна в сторону Мюльдорфа, куда прибыли примерно через пять дней. Союзники Фридриха князь-епископ Зальцбурга Фридрих III фон Лейбниц и епископ Лаванта Дитрих Вольфхауэр выйдя из Зальцбурга прибыли в Мюльдорф 20 сентября. Фридрих Красивый прибыл в Мюльдорф 24 сентября. Брат Фридриха Леопольд должен был приехать из Швабии, чтобы присоединиться к войскам Габсбургов, но ему это не удалось. 25 сентября он все ещё находился на реке Лех, который в лучшем случае находился в четырёх-пяти днях ходьбы от Мюльдорфа. Силы, имевшиеся в Мюльдорфе, состояли из 1,4 тыс. тяжеловооруженных кавалеристов, 5 тыс. венгров и половцев, и множества пеших воинов. У герцога Леопольда должно было быть 1,2 тыс. всадников, но во время будущей битвы он все ещё находился в Фюрстенфельде недалеко от Мюнхена.

### Виттельсбахи
Во главе своих войск Людвиг 7 сентября двинулся из Регенсбурга в сторону Мюльдорфа, куда прибыл в день сражения. Под командованием у него были отряды вассалов и его нижнебаварских племянникова также; важными союзниками были Иоанн Люксембургский и бургграф Фридрих IV Нюрнбергский. Швабский отряд под командованием Вильгельма фон Монфора и Бертольда фон Зеефельда, вероятно, служили прежде всего для остановки продвижения Леопольда или прорыва линии связи между ним и Фридрихом, что им, по-видимому, удалось сделать. У Людвига было 1,8 тыс. тяжеловооруженных кавалеристов и 4 тыс.пеших бойцов и стрелков.

## Место сражения
Точное место сражения долгое время было крайне спорным. Некоторые источники сообщают, что битва произошла между Мюльдорфом и Оттинг-ан-дер-Изеном, тогда как другие источники указывают в качестве места сражения на луга Ампфингера (основным источником является Иоганн Авентин, который в «Баварской хронике» сообщает, что Ампфинг «получил легендарную известность в чужих странах» благодаря этому сражению). Поскольку во многих других источниках упоминается хребет вблизи места сражения, гипотеза о месте сражения возле Ампфинга в настоящее время отвергнута. В австрийских хрониках XIV в. говорится о месте битвы «над Мюльдорфом». Это согласуется с несколькими независимыми историями, которые связывают с местом битвы замок Дорнберг. Тот факт, что в некоторых источниках говорится также о сражении на Эрхартингер-Визене, делает весьма вероятной гипотезу о том, что сражение произошло на северо-востоке от Мюльдорфа. Это подтверждается исследованием Эрнста Рёнша, который также дает объяснение упоминанию Ампфинга в нескольких источниках. В зальцбургских справочниках говорится о таможне «Ампфинг-им-Рорбах». Однако городок Рорбах находится не возле Ампфинга, а в двух километрах к северо-западу от Эрхартинга. Более поздние находки также подтверждают теорию о том, что битва произошла к западу от Эрхартинга, поэтому версию о Мюльдорфе можно считать надёжной.

## Сражение

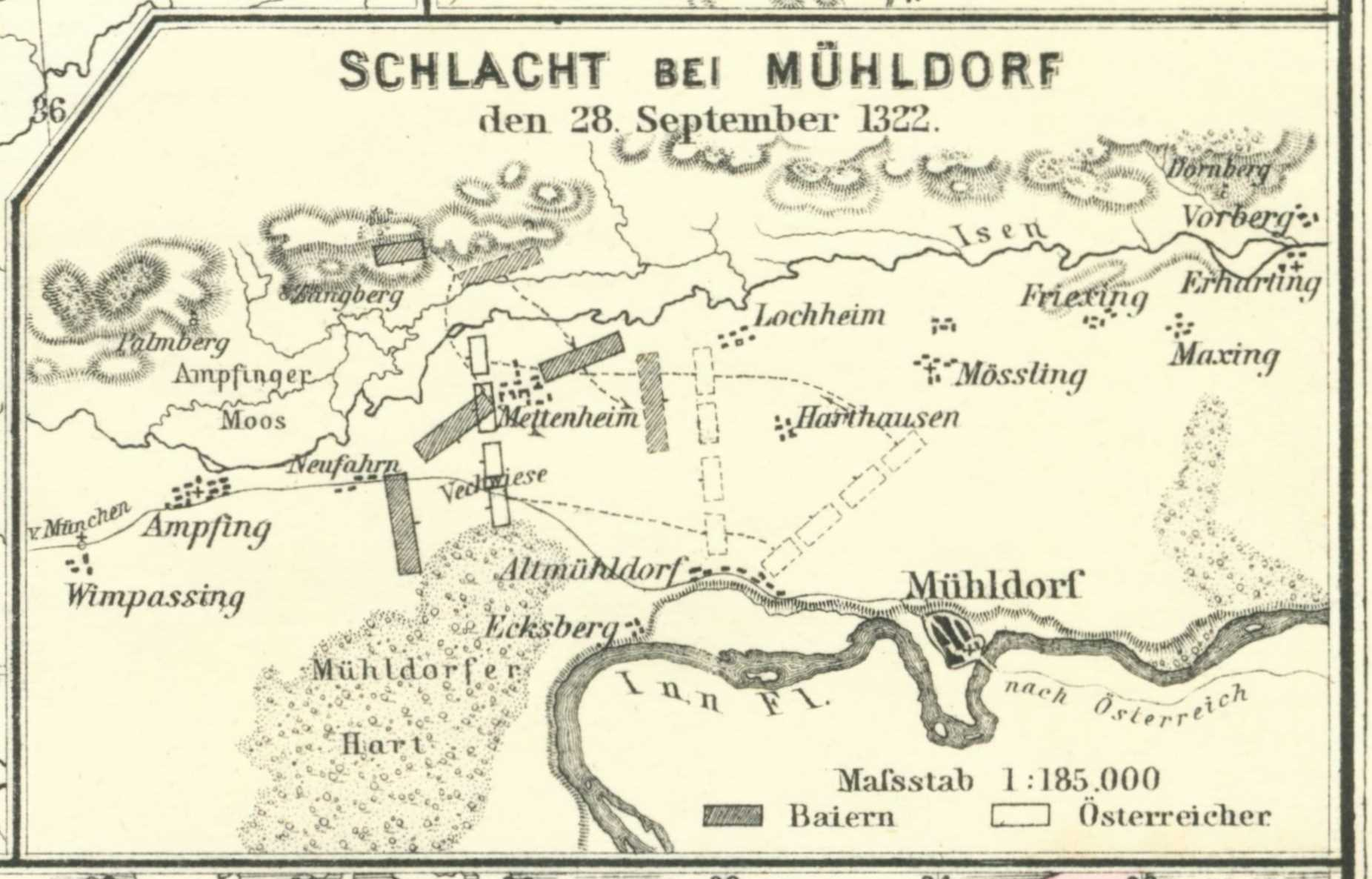
Схема сражения (1879).

Сведения о ходе битвы противоречивы. Неизвестно, кто начал битву. Согласно Чешской хронике Пулкавы, король Иоанн предложил днём битвы праздник чешского покровителя Вацлава, последовавшая в тот день победа будет затем соответствующим образом была здесь отмечена. Баварская Фюрстенфельдская хроника приписывают инициативу Людовику, которому с большим трудом удалось убедить Иоанна в необходимости битвы, и датируют её днем накануне дня святого Михаила. По крайней мере, есть согласие по дате, 28 сентября, даже с разными названиями. Судя по всему, сражение было организовано баварской стороной, представшей противнику в боевом порядке накануне вечером.
Поскольку Фридрих не смог вовремя собрать все свои войска и, следовательно, его противник имел преимущество в 400 рыцарей, несколько его советников предлагали не начинать битву преждевременно. Несмотря на это, он принял бой. Есть разногласия по поводу участников битвы: об участии Людовик в зависимости от партии говорят по-разному, но Фридрих в бою участвовал лично со своим нашлемником. Согласно более старым записям Габсбургов, Людовик вообще не принимал участия в битве, но это обвинение больше не появляется в новейших источниках. Однако баварские источники признают, что, чтобы остаться неузнанным, он присоединился к группе из одиннадцати других рыцарей, что можно было бы истолковать как нерыцарское поведение.
Хайнц Томас реконструирует по разным источникам следующий ход сражения: король Иоанн с войсками из Богемии, Силезии и Рейнской области находился на правом крыле баварской партии. В центре и на левом крыле стояли Людовик и войско из Верхнего и Нижнего баварских герцогств, а также войска из Франконии и Швабии. Против чешского короля стояли герцог Австрии Генрих и войска из Зальцбурга. Говорят, что после первых объединённых кавалерийских атак баварцы спешились и вместе с пешими войсками отобили кавалерийскую атаку австрийцев. Сегодня неясно, почему 5-тыс. венгерское войско не было эффективно использовано. Предполагается, что благодаря легкой броне она уступала тяжелобронированным противникам, а также не могли эффективно использовать свою кавалерию, потому что баварская линия была прислонена к склону и их нельзя было обойти с тыла. Согласно австрийским источникам, пленённые в ходе битвы чешские воины были освобождены австрийцами и вмешались в бой. В то же время нюрнбергский бургграф атаковал с северо-запада отрядом в 500 рыцарей и отбросил левый фланг австрийцев обратно в центр. Габсбурги приняли войско бургграфа за войско Леопольда и не могли противостоять внезапному нападению. Король Фридрих и его брат были взяты в плен нюрнбергцами. Согласно баварским источникам, они бросились к ногам Людовика, потому что боялись, что их убьют. Но тот приказал им подняться и объявил их пленниками
После окончания битвы Фридриха доставили сначала в замок Дорнберг, а затем в замок Траусниц. Хотя точных сведений о потерях нет, несомненно, они были довольно высокими. Збраславская хроника Пётра Житавского сообщает о примерно 1,1 тыс. погибших. Людовик вместо традиционного пребывания на поле боя в течение трёх дней для подчёркивания очевидности своей победы в тот же день покинул поле боя, опасаясь возможного прибытия Леопольда, что было истолковано как неблагородное поведение. Людовик запретил преследовать вспомогательные войска Габсбургов, мародерствовавших в направлении Австрии. Представители австрийской и зальцбургской знати, попавшие в плен во время сражения, постепенно освобождались в обмен на выкуп. Принадлежавший Зальцбургскому архиепископству Мюльдорф не был захвачен победителем, и пребывал под властью Зальцбурга до 1802 г.

## Память
В 1832 году художник Бернгард Негер создал большую фреску, украшающую арку Изарских ворот, на которой изображен триумфальный въезд императора Людовика IV после его победы в битве при Мюльдорфе.

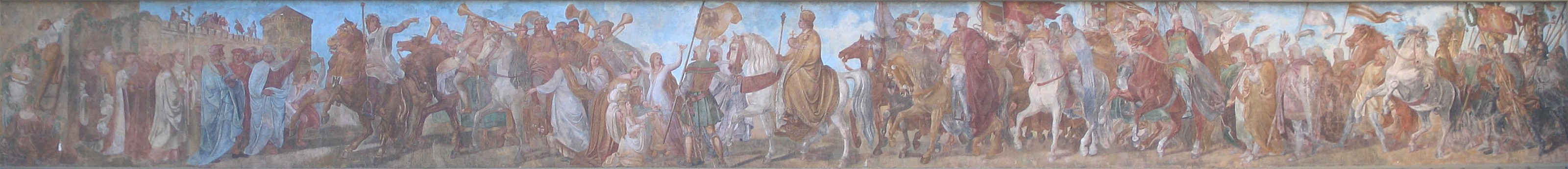
Фреска на Изарских воротах